# 애스트리드 페스
애스트리드 페스는 영국의 장수 SF 드라마 닥터 후의 등장인물로, 가수 카일리 미노그가 연기하였다. 2007년 크리스마스 스페셜 "Voyage of the Damned"편에 일회성으로 등장하는 10대 닥터의 동행자이다.
애스트리드 페스 역에는 유명 팝스타 카일리 미노그가 캐스팅되었다는 점에서 닥터후 뉴 시즌의 큰 성취로 여겨졌으며, 본인이 출연하는 "Voyage of the Damned"에 대해서도 상당한 홍보 효과를 불러일으켰다. 본편 시청률 역시 역대 최고치를 기록하였으며 대부분 카일리 미노그의 출연으로 인한 것이었다는 분석이 많다.

## 행적

### TV 에피소드
2007년 크리스마스에 방영된 "Voyage of the Damned"에 등장하는 인간형 외계 웨이트리스이다. 스토 (Sto) 행성 출신으로 별을 보고 싶다는 꿈을 갖고 우주선 타이타닉호에 탑승하게 되었다. 같은 우주선에 밀항해 들어온 10대 닥터 (데이비드 테넌트 분)를 만나 금세 친구가 된다. 직원 신분임에도 닥터와 함께 타이타닉호의 가이드 역사학자 코퍼 씨 (클라이브 스위프트 분)의 지구 나들이에 합류하고, 타이타닉호 승객들과 함께 런던으로 순간이동하였다가 윌프레드 모트 (버나드 크리빈스 분)를 잠시 만난다.
우주선으로 돌아온 애스트리드와 닥터는 타이타닉호를 운영하는 맥스 캐프리컨 (조지 코스티건 분)이 사악한 천사 로봇인 '호스트' (Host)를 통해 타이타닉호와 탑승객, 인근의 지구인들까지 파멸시키려는 음모를 꾸미고 있음을 알아낸다. 닥터가 타이타닉호를 구하러 나서는 과정에서 곁에 따라 나선 애스트리드는 닥터를 점점 더 좋아하게 되었고, 스토의 '오랜 전통'이라며 일부러 키스까지 나눈다. 그러나 결말부에서 애스트리드는 닥터를 구하기 위해 지게차로 캐프리콘을 승강장에서 절벽으로 밀어내려다 함께 추락하면서 죽음을 맞이한다.
슬픔에 빠진 닥터는 애스트리드가 (지구 나들이용) 순간이동 팔찌를 착용한 상태였다는 것을 기억하고 그녀를 되살리기 위해 원자를 회수하려 하지만, 타이타닉호가 손상된 탓에 전력이 충분치 않았다. 그럼에도 잠시나마 유령의 모습으로 되돌아온 애스트리드는 처음에는 당황스러워 하다가 닥터와 마지막 작별 키스를 나눈다. 이 시점에서 애스트리드는 지각을 갖춘 원자 집합체 (우주 먼지)의 형태였으나 닥터에 의해 에너지로 해방되어 우주를 떠돌게 되었다.
이후의 언급은 없으나 2008년 방영된 시즌4 마지막화 "Journey's End"에서 닥터와 대적하게 된 데브로스가 닥터를 위해 죽은 수많은 사람들이 있지 않았느냐며 조롱한다. 여기서 닥터가 떠올린 사람들 가운데 "Voyage of the Damned"의 한 장면으로 애스트리드 페스의 모습이 비춰진다.

### 소설판
2013년 출간된 <Shroud of Sorrow>에서 주요 악역으로 등장하는 슈로드 (Shroud)가 한때 사랑했지만 세상을 떠난 사람의 모습을 취하여 사냥감을 유인하고 함정에 빠뜨리려는 설정이 소개되는데, 여기에 등장한 11대 닥터에게는 애스트리드 페스의 모습으로 나타났다. 이후 닥터는 슈로드에게 잡힌 희생자를 풀어주기 위해 '한번 더 그 기분을' (Once More With Feeling)이란 장치를 사용하여, 애스트리드를 비롯한 친구들의 죽음에 관한 기억을 다시 한번 되새긴 다음, 슬픈 감정을 만들어내어 슈로드를 유인해 낸다.

## 기획

### 캐릭터

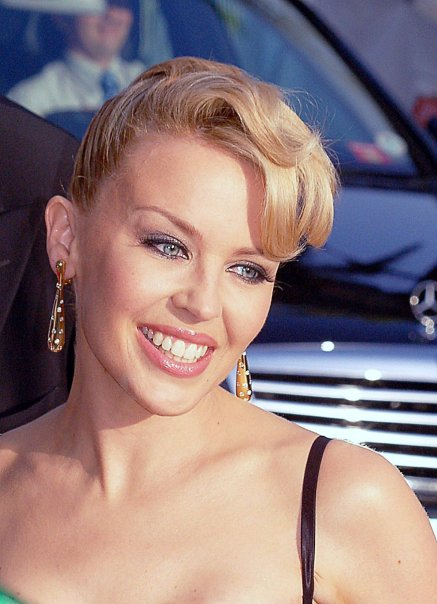
애스트리드 페스를 연기한 호주 출신의 유명 팝스타 카일리 미노그

2007년 8월, 시나리오 작가이자 총괄 프로듀서를 맡은 러셀 T 데이비스는 시즌3에서 동행자로 활약한 마사 존스 (프리마 아저먼 분)에 대한 긍정적인 평가에 이어 애스트리드가 닥터의 다음 동행자가 될 것이라고 발표했다. 처음에는 이름만 공개됐으나 이후 라디오 타임스의 크리스마스 특별판에서 '애스트리드 페스'라는 풀네임이 확인됐다. 러셀 T 데이비스는 배우 캐스팅 이전에도 애스트리드 페스가 '일회성'일 것이며, '다시 한번, 동행자란 무엇이 될 수 있는가에 관한 완전히 새로운 시도'라 설명했다. 방영 전에는 애스트리드 페스라는 이름과 관련해, 애스트리드 (Astrid)는 타디스 (TARDIS)의 철자 순서를 바꾼 것이고, 페스 (Peth)는 웨일스어로 '어떤 것' (thing)이란 뜻에서 관련이 있지 않겠느냐는 추측이 있었다. 그러나 에피소드 내에서는 이러한 추측과 어떤 연관성이 드러나지는 않았다. 닥터 후 컨피덴셜에서 카일리 미노그는 애스트리드가 '몽상가'라면서 닥터와의 만남은 애스트리드의 탐구심을 다시 불러일으켰다고 해석했다. 이후 러셀은 저서 <작가의 이야기> (A Writer's Tale)를 통해, 공동작가인 벤자민 쿡과의 논의에서 원래 캐릭터 이름을 '페스'라 했으나 골머리를 앓았다고 밝혔다. 이후 이름을 애스트리드라 바꾼 것은 '좀 더 우주스럽고 닥터의 동행자로서 미래지향적으로 들린다'고 해석했다.
애스트리드 페스가 일회성이라는 러셀 본인의 확인에도 불구하고 방송이 성공을 거두자 카일리 미노그를 '이런 식으로' 다시 캐스팅하겠다고 밝혔다. 2008년 데일리 익스프레스 역시 카일리 미노그의 발언을 인용하여, 본인의 배역이 나중에 다시 등장할 수 있다는 이야기가 돌았다고 보도했다. 다만 이후 닥터 후 매거진에서 러셀에게 카일리 미노그의 닥터후 복귀에 대한 소문이 사실인지 묻자 러셀은 노코멘트로 답했고, 이후 카일리 미노그의 복귀 소식은 발표되지 않았다.

### 캐스팅과 홍보
2007년 7월 3일, BBC는 크리스마스 스페셜 "Voyage of the Damned"에서 카일리 미노그가 애스트리드 페스 역으로 출연한다고 공식적으로 발표했다. 당시 이미 카일리 미노그가 캐스팅됐다는 루머가 영국 언론을 통해 보도된 뒤였지만, 해당 스페셜의 작가를 맡은 러셀 T 데이비스는 캐스팅 소식을 좀 더 오래 비밀로 유지하기 위해 BBC 사내 간행물 에이리얼지를 통해 루머를 부인한 바 있다.
다만 카일리 미노그 본인은 인스타일지와의 인터뷰를 통해 이번 스페셜에 출연한다는 사실을 확인했고, 런던 지역지 스탠더드 라이트는 카일리 미노그의 크리에이티브 디렉터 윌 베이커가 들고 있던 '할일 목록'에 닥터후 대본에 관한 메모가 쓰여져 있는 사진을 공개하면서, 카일리 미노그의 닥터후 출연은 기정사실화가 되어가고 있었다. 여기에 공식 발표 이전에 카일리 미노그가 닥터후 촬영장에서 목격되기도 했다.
윌 베이커는 오랫동안 닥터후의 팬으로서 카일리 미노그와 러셀 T 데이비스, 줄리 가드너와의 만남을 주선하였고 미노그가 캐스팅되는 데 한몫했다. 러셀은 카일리 미노그가 배우 활동을 재개하기 위해 닥터후에 출연하고 싶어했다고 밝혔다. 닥터의 전 동행자 로즈 타일러 역의 빌리 파이퍼는 카일리 미노그의 캐스팅 소식에 "굉장한 아이디어"라며, 테넌트와는 달리 닥터후 촬영장에서 그녀를 만나 친구 사이가 될 수 있었던 기회를 놓친 것이 아쉽다는 소감을 표했다.
본편 방영에 앞서 카일리 미노그는 "Voyage of the Damned"의 홍보를 위해 닥터 후 매거진의 표지로 쓰일 단독사진을 촬영하였다. 당시 카일리 미노그는 달렉 한 마리의 곁에서 포즈를 취했는데 이는 과거 조 그랜트 역의 케이티 매닝이 달렉과 함께 찍은 유명 누드사진을 오마주한 것이다. 2007년 11월 27일 방송된 BBC 라디오 2의 <X-Amining Kylie>에서는 데이비드 테넌트와 함께 출연해 애스트리드 페스라는 캐릭터에 대해 인터뷰를 진행했다. 본편 방송 다음날 박싱 데이에는 <Re-X-Amining Kylie>라는 추가방송을 통해 "Voyage of the Damned"에 관한 출연 후기를 더욱 상세히 다뤘다. 작중 애스트리드가 닥터와 키스를 나눈다는 사실도 더 선을 비롯한 영국 언론 매체에 유출되면서 홍보 효과를 더했다. 이후 "The Voyage of the Damned"의 피규어 세트 출시를 겸해 애스트리드의 피규어도 함께 나왔다.

## 반응과 평가
2007년 크리스마스 당일 BBC One에서 "Voyage of the Damned"가 방영될 당시, 영국에서 총 1380만 명이 시청한 것으로 최종 집계되었으며 이는 닥터후 뉴시즌이 시작된 이래 역대 최고 시청률로 남아 있다. 크리스마스 스페셜의 시청률 기록은 카일리 미노그가 애스트리드 역으로 출연한 것이 부분적으로나 전적으로나 기여했다는 평가다. 카일리 미노그의 어린 팬들 가운데에서는 해당 에피소드를 시청하다가 애스트리드의 죽음에 큰 충격을 받는 바람에, 실제로 카일리 미노그가 죽은 것이 아님을 설명해 주어야 했다는 보도도 있었다.

엄청난 인기와는 달리 평론가들의 반응은 부정적인 편이었다. 평론가 제인 심슨은 애스트리드의 활약을 더욱 보고 싶고, 본편에서의 등장이 "각광받는 대상으로 완전 복귀"하는 데 일조했다며 호평을 내리기도 하였으나, 다른 평론가들은 카일리 미노그의 출연에 대해 혹평을 내렸다. 가디언 지의 TV방송 평론가 개러스 맥린은 카일리 미노그가 "그리 좋진 않았다.... 공허하고 무미건조했다"며 다음과 같이 비판했다.
애스트리드와 닥터 사이에 케미스트리가 없다. 진심이 아닌 상태에서 대사를 전달하고 있으니 우리로선 애스트리드를 진정한 등장인물로 받아들이기 힘든 것이다. 작년 스페셜에서 캐서린 테이트가 연기했던 도나가 압도적이었다면, 카일리 미노그가 연기한 애스트리드는 존재감이 거의 없다. 카일리를 캐스팅한 것이 히트로 받아들여진 이유가 궁금해진다. 카일리는 팝스타니까 당연히 크리스마스를 앞두고 수백만 가구 앞에 출연하는 것에 동의했을지 모른다. 팔리지 않은 앨범 재고도 많다. 그러고 보면 카일리는 닥터후에 고마워할 줄 알아야 하겠다.
더 헤럴드의 데이비드 벨처는 카일리 미노그가 웨이트리스로 출연하기에는 너무 늙어 보인다고  평했다. 가디언지의 샘 월러스턴도 카일리의 연기가 "실망적"이며, 기존 닥터후의 프리마 아저먼 (마사 존스 역)이나 빌리 파이퍼 (로즈 타일러 역)의 연기에 부응하지 못한다고 밝혔다. 더 미러지의 짐 셸리는 "그 난리를 피울 정도로 활기차 보이지는 않는다"고 지적했다. 리버풀 에코의 패디 셰넌은 제작자들이 미노그의 가슴골과 다리를 우스꽝스레 담아냈다고 비판했다. 타임스 온라인의 팀 티먼은 애스트리드가 "대담하다" (gutsy)면서도 카일리 미노그의 나이 들어 보이는 외모에 대해 지적하고, "숨가쁜 전달력"이 드라마 네이버스에 나오는 챌린 미첼의 연기와도 같다고 밝혔다. 2012년 SFX지의 윌 새먼은 '역대 최악의 동행자 소개 TOP 5' 리스트에 애스트리드의 죽음을 선정하였다. 애스트리드가 죽는 전개가 "다소 멍청하고", 우주 먼지의 형태로 작별키스를 나누는 장면도 "우스꽝스러울 정도로 어처구니 없는 씬"이라고 지적했다.

### 인용
1. ↑  Writer Russell T Davies, Director James Strong, Producer Phil Collinson (2007년 12월 25일). 〈Voyage of the Damned〉. 《Doctor Who》. Cardiff. BBC. BBC One.
2. ↑  “Companion Piece”. BBC. 2007년 8월 14일. 2007년 12월 28일에 원본 문서에서 보존된 문서. 2007년 12월 9일에 확인함.
3. 1 2 3  “Companion Piece”. BBC. 2007년 8월 14일. 2007년 12월 28일에 원본 문서에서 보존된 문서. 2007년 12월 9일에 확인함.
4. ↑  “Radio Times”. 2007년 12월 9일: 124.
5. 1 2 3 4 5  Cook, Benjamin (2008년 1월 9일). “Countdown To Christmas”. 《Doctor Who Magazine》 (390). 14–15면.
6. 1 2  McLean, Gareth (2007년 12월 20일). “The Doctor Who disaster movie is a great success”. 《Guardian Unlimited》 (London). 2007년 12월 23일에 원본 문서에서 보존된 문서. 2007년 12월 28일에 확인함.
7. ↑  “I'm 903 years old”. 《Digital Spy》. 2007년 12월 21일. 2007년 12월 25일에 원본 문서에서 보존된 문서. 2007년 12월 29일에 확인함.
8. ↑  Davies, Russell T (2008). 《A Writer's Tale》. London: Random House. ISBN 978-1-84607-571-1.
9. 1 2  “Kylie Minogue wants more TV roles”. 《Digital Spy》. 2007년 12월 20일. 2007년 12월 24일에 원본 문서에서 보존된 문서. 2007년 12월 28일에 확인함.
10. 1 2 3  Cook, Benjamin (2008년 1월 9일). “Star Girl”. 《Doctor Who Magazine》 (390). Cover, 16–20면.
11. ↑  “Davies dismisses Kylie rumour”. 《Ariel》. 2007년 4월 27일. 2007년 12월 10일에 원본 문서에서 보존된 문서. 2007년 12월 28일에 확인함.
12. ↑  “Step Back in Time”. BBC. 2007년 7월 3일. 2007년 12월 28일에 원본 문서에서 보존된 문서. 2007년 12월 9일에 확인함.
13. ↑  “Kylie 'back to acting'”. 《Mirror.co.uk》. 2007년 12월 20일. 2007년 12월 28일에 원본 문서에서 보존된 문서. 2007년 12월 29일에 확인함.
14. ↑  “Billie: I want to be Kylie's friend”. 《The Press and Journal》. 2016년 3월 3일에 원본 문서에서 보존된 문서. 2007년 12월 29일에 확인함.
15. ↑  “Don't Mind Your Ps & Qs: Billie Piper”. 《Western Mail》. 2007년 12월 29일. 2008년 1월 1일에 원본 문서에서 보존된 문서. 2007년 12월 29일에 확인함.
16. 1 2 3  Mirandayoung, Charles (2007년 12월 28일). “Dr Who scares Kylie fans”. News.com.au. 2007년 12월 29일에 원본 문서에서 보존된 문서. 2007년 12월 28일에 확인함.
17. ↑  《BBC Radio 2》.
18. ↑  “Re-X-Amining Kylie”. 2007년 12월 26일. 2007년 11월 25일에 원본 문서에서 보존된 문서. 2007년 12월 28일에 확인함.
19. ↑  “Dr Who kisses Kylie”. 《Mirror.co.uk》. 2007년 12월 19일. 2007년 12월 28일에 원본 문서에서 보존된 문서. 2007년 12월 29일에 확인함.
20. ↑  “David Tennant discusses Kylie kiss”. 《Digital Spy》. 2007년 12월 20일. 2007년 12월 23일에 원본 문서에서 보존된 문서. 2007년 12월 28일에 확인함.
21. ↑  “Figure Sets”. 2008. 2008년 3월 16일에 원본 문서에서 보존된 문서. 2008년 3월 21일에 확인함.
22. ↑  “Titanic Success!”. BBC. 2007년 12월 26일. 2007년 12월 29일에 원본 문서에서 보존된 문서. 2007년 12월 26일에 확인함.
23. 1 2  Miranda, Charles (2007년 12월 28일). “Kylie appearance makes 'best ever' Dr Who episode”. News.com.au. 2008년 1월 1일에 원본 문서에서 보존된 문서. 2007년 12월 28일에 확인함.
24. ↑  “Kylie sends Dr Who ratings soaring”. 《The Press and Journal》. 2007년 12월 26일. 2016년 3월 3일에 원본 문서에서 보존된 문서. 2007년 12월 29일에 확인함.
25. ↑  “Kylie Minogue's star power boosted Dr Who's ratings”. 《couriermail.com.au》. 2007년 12월 25일. 2007년 12월 29일에 확인함.
26. ↑  “Kylie Who”. Sky News. 2007년 12월 28일. 2008년 1월 1일에 원본 문서에서 보존된 문서. 2007년 12월 29일에 확인함.
27. ↑  “Kylie's Screen Death”. Sky News. 2007년 12월 29일. 2008년 1월 1일에 원본 문서에서 보존된 문서. 2007년 12월 29일에 확인함.
28. ↑  “Doctor Who”. 《Mirror.co.uk》. 2007년 12월 24일. 2007년 12월 29일에 원본 문서에서 보존된 문서. 2017년 5월 9일에 확인함.
29. ↑  “Kylie 'deeply touched' by OBE”. 《The Press and Journal》. 2007년 12월 29일. 2016년 3월 3일에 원본 문서에서 보존된 문서. 2007년 12월 29일에 확인함.
30. ↑  “The old ones aren't always the best”. 《The Herald》. 2007년 12월 26일. 2008년 1월 1일에 원본 문서에서 보존된 문서. 2007년 12월 29일에 확인함.
31. ↑  Wollaston, Sam (2007년 12월 27일). “Last night's TV”. 《Guardian Unlimited》 (London). 2007년 12월 28일에 원본 문서에서 보존된 문서. 2007년 12월 29일에 확인함.
32. ↑  “EastEnders saves the day”. 《Mirror.co.uk》. 2007년 12월 27일. 2007년 12월 31일에 원본 문서에서 보존된 문서. 2007년 12월 29일에 확인함.
33. ↑  Shennan, Paddy (2007년 12월 29일). “Sugar-coated TV”. Liverpool Echo. 2011년 9월 29일에 원본 문서에서 보존된 문서. 2007년 12월 29일에 확인함.
34. ↑  Teeman, Tim (2007년 12월 26일). “Christmas Day TV: Doctor Who; EastEnders; Coronation Street”. 《Times Online》 (London). 2011년 5월 17일에 원본 문서에서 보존된 문서. 2007년 12월 29일에 확인함.
35. ↑  Salmon, Will (2012년 9월 26일). “10 Best Doctor Who Companion Departures (And 5 Worst)”. 《SFX》. 2013년 1월 3일에 확인함.